# Palais du Podestat (Rimini)
Pour les articles homonymes, voir Palazzo del Podestà.
Le Palazzo del Podestà est un monument médiéval de Rimini qui a été érigé en 1334. Au rez-de-chaussée, il présente une élévation avec trois arcs gothiques frontaux; de l'arc central pendait la corde destinée à pendre les coupables. À l'étage supérieur crénelé, il y a d'autres petites fenêtres. Le bâtiment est situé à côté du Palazzo dell'Arengo, sur la Piazza Cavour. 